# Cygnus CRS OA-6
Cygnus CRS OA-6 — пятая миссия грузового корабля Cygnus к Международной космической станции по контракту снабжения Commercial Resupply Services (CRS) с НАСА.
Шестой полёт космического корабля Cygnus, второй полёт улучшенной версии корабля. Корабль назван в честь астронавта НАСА Рика Хасбанда.
В связи подготовкой новой версии ракеты-носителя «Антарес», запуск осуществлён ракетой-носителем «Атлас V» 401.

## Запуск
В отличие от традиционного одномоментного стартового окна, которое используется для запусков к МКС, при этом запуске была возможность использовать качества ракеты-носителя «Атлас V» для увеличения стартового окна до 30 минут, с 5-ю возможными попытками запуска при промежутке в 7,5 минут между каждой попыткой.
Запуск состоялся в 03:05 UTC 23 марта 2016 года со стартового комплекса SLC-41 на мысе Канаверал. Через 22 минуты после старта корабль выведен на орбиту 232 × 237 км, наклонение 51,65°.

## Сближение и стыковка
Cygnus прибыл к станции 26 марта и в 10:51 UTC был захвачен манипулятором «Канадарм2», которым управлял астронавт НАСА Тим Копра. В 14:52 UTC корабль был пристыкован к модулю «Юнити».

## Полезная нагрузка
Корабль доставил на станцию 3395 кг полезного груза (3279 кг без учёта упаковки), в том числе:
- Материалы для научных исследований — 777 кг
- Провизия и вещи для экипажа — 1139 кг
- Оборудование и детали станции — 1108 кг
- Оборудование для выхода в открытый космос — 157 кг
- Компьютеры и комплектующие — 98 кг

Среди прочего оборудования на станцию доставлены:
- оборудование Meteor для изучения процессов, происходящих при входе метеоритов в атмосферу Земли
- мини-роботы Gecko Gripper для изучения способности сухого прилипания к гладким поверхностям (силы Ван-дер-Ваальса), которая наблюдаются у гекконов
- аппарат Strata-1 для изучения качеств реголита
- оборудование для исследования кровяных сосудов и костного мозга
- новый 3D-принтер, уже второй доставляемый на МКС
- 20 наноспутников Flock-2d для запуска со станции

## Отстыковка и завершение миссии
Перед завершением времени пребывания в составе МКС корабль был загружен 1855 кг мусора для утилизации, отстыкован с помощью манипулятора станции «Канадарм2» в 11:43 UTC 14 июня 2016 года и отпущен в 13:29 UTC.

### Saffire-1
Через 5 часов после отстыковки корабля от станции, внутри него, c помощью специального оборудования Saffire-1, дистанционно произведёно экспериментальное исследование процессов горения образца материала размером 40 × 94 см, состоящего на 75 % из хлопка и на 25 % из стекловолокна, в условиях микрогравитации и дефицита кислорода; ввиду наличия открытого огня проведение подобного эксперимента на станции небезопасно. Результаты были записаны на видеокамеры в высоком разрешении, а также зафиксированы при помощи многочисленных датчиков. Данные эксперимента помогут в выборе материалов для космических кораблей и скафандров. Продолжительность горения составила около 8 минут, но около 10 Гб полученных данных передавались с корабля на Землю в течение недели. Ещё два подобных эксперимента будут выполнены в рамках следующих запусков корабля Cygnus (OA-5 и OA-7).

### Lemur-2
20 июня кораблём были выпущены 4 наноспутника Lemur-2, при помощи нового оборудования NanoRack, установленного на сервисном модуле корабля. Ещё один такой же спутник не смог отделиться из-за технической неполадки.

### REBR
На корабль установлено оборудование REBR (Re-Entry Breakup Recorder), записывающее данные процесса разрушения корабля при вхождении в плотные слои атмосферы, получаемые с многочисленных датчиков, расположенных в разных частях корабля. Само же записывающее устройство защищено от повреждений и при достижении заданной высоты отправляет полученные данные на Землю, с помощью спутниковой телефонной сети Iridium.
22 июня корабль Cygnus был сведён с орбиты и официально завершил свою миссию в 13:29 UTC, войдя в атмосферу.

## Фотогалерея

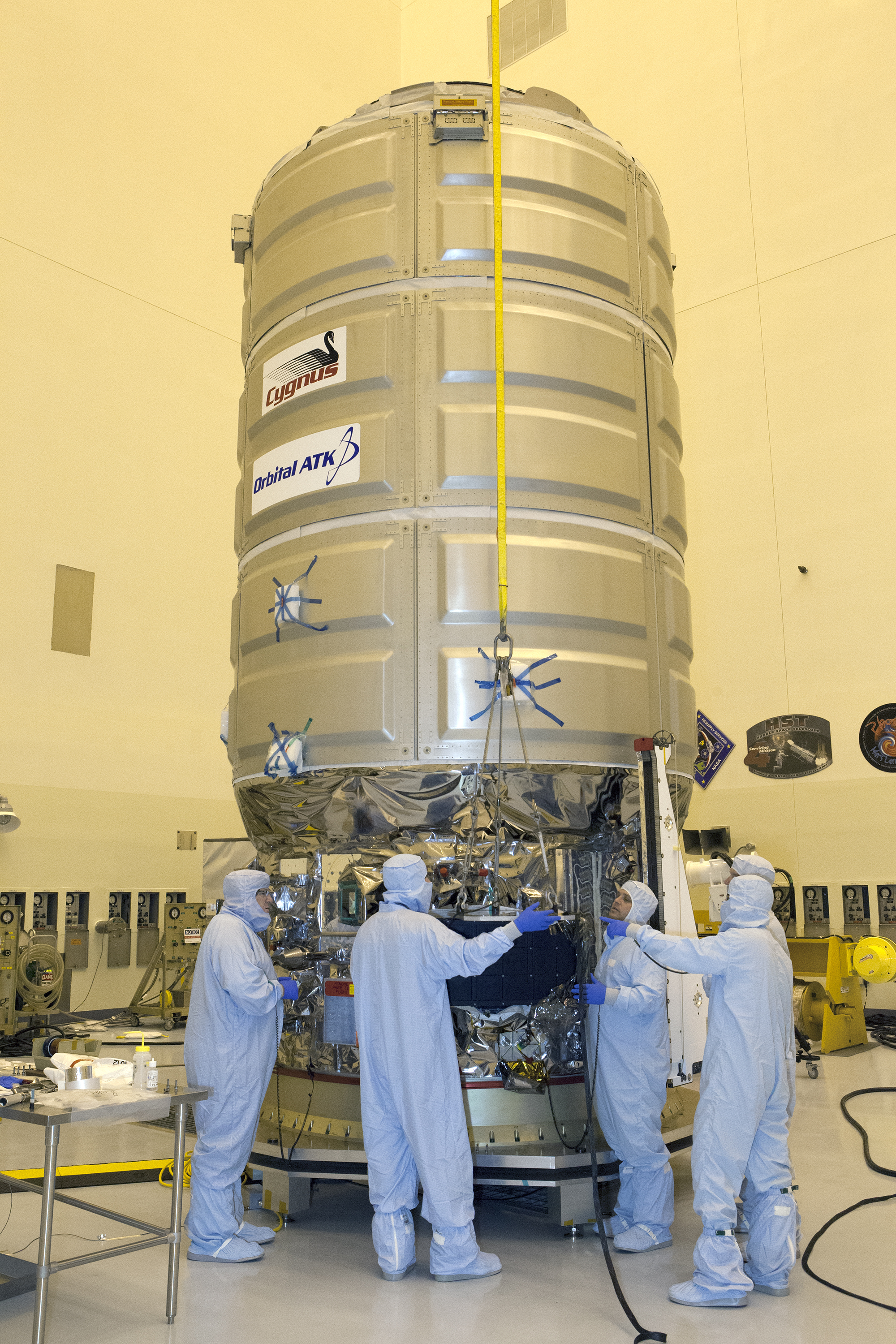
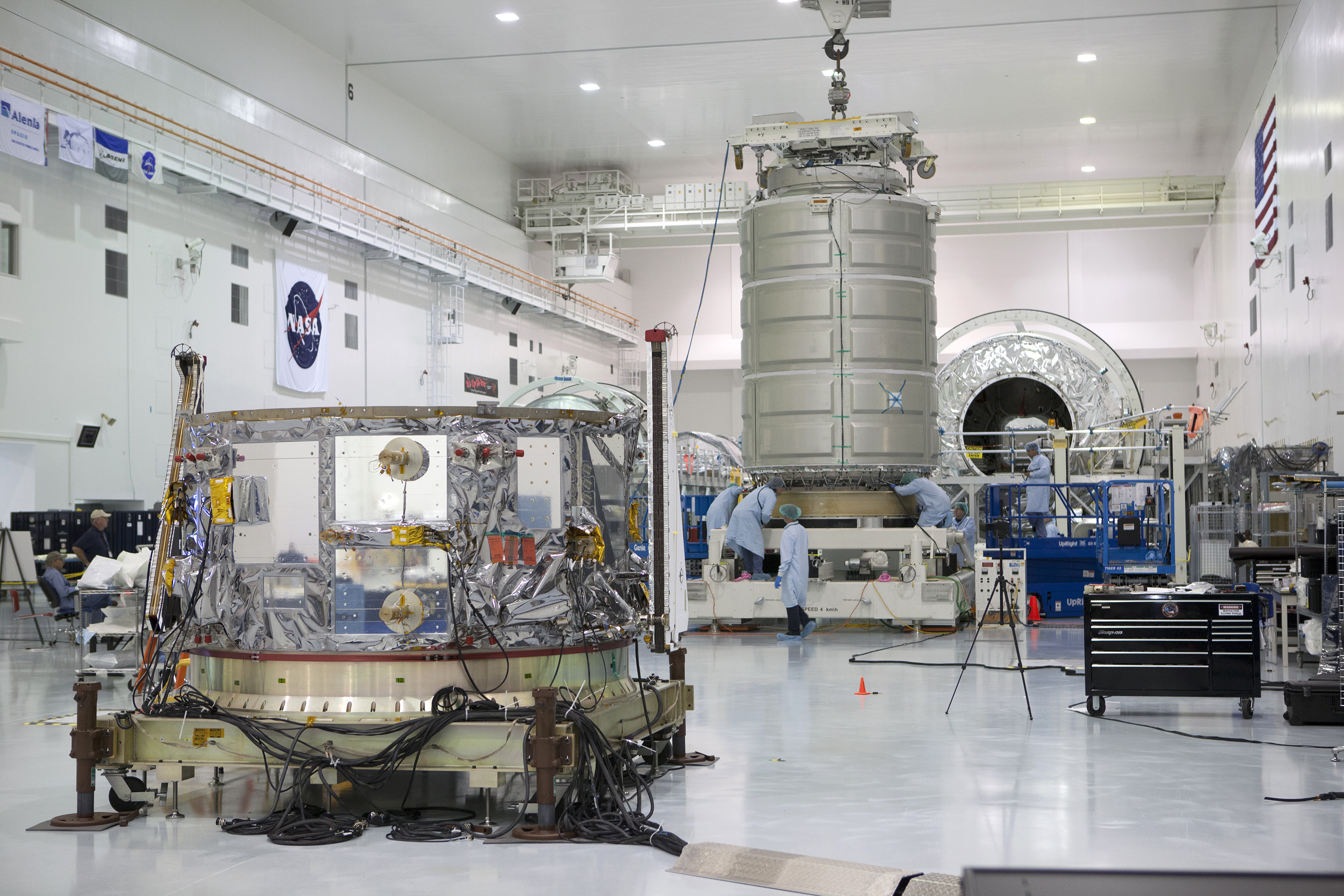
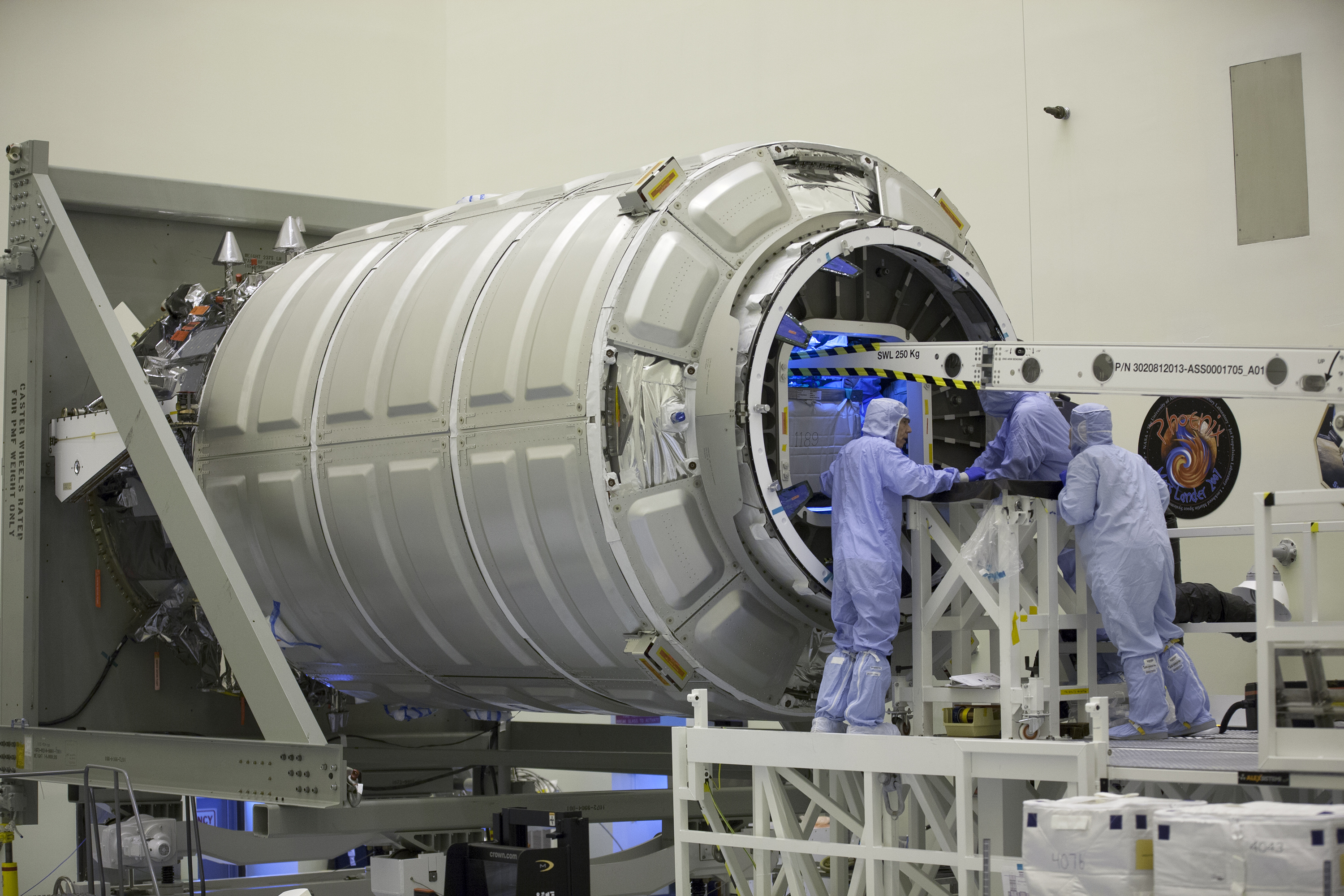
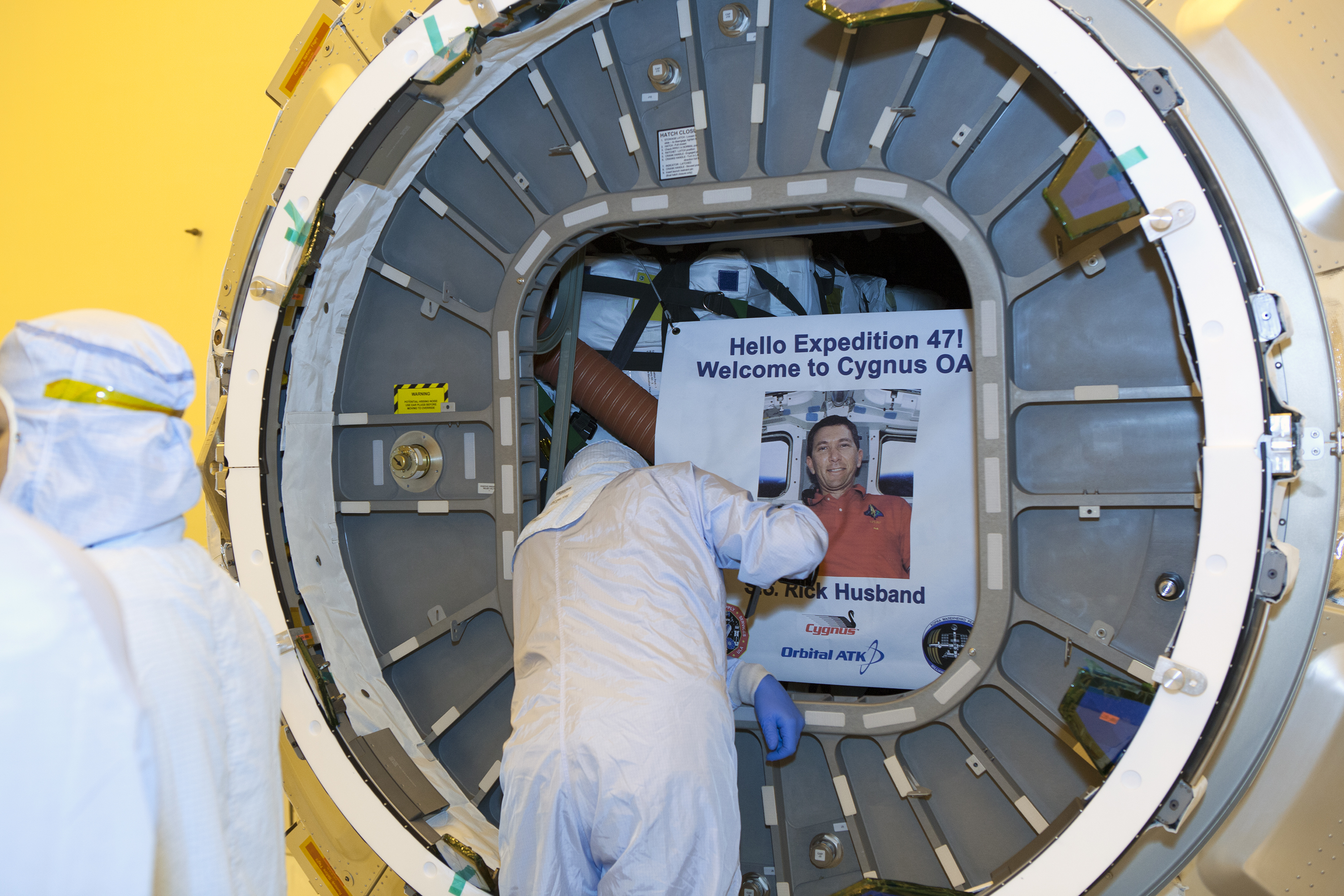
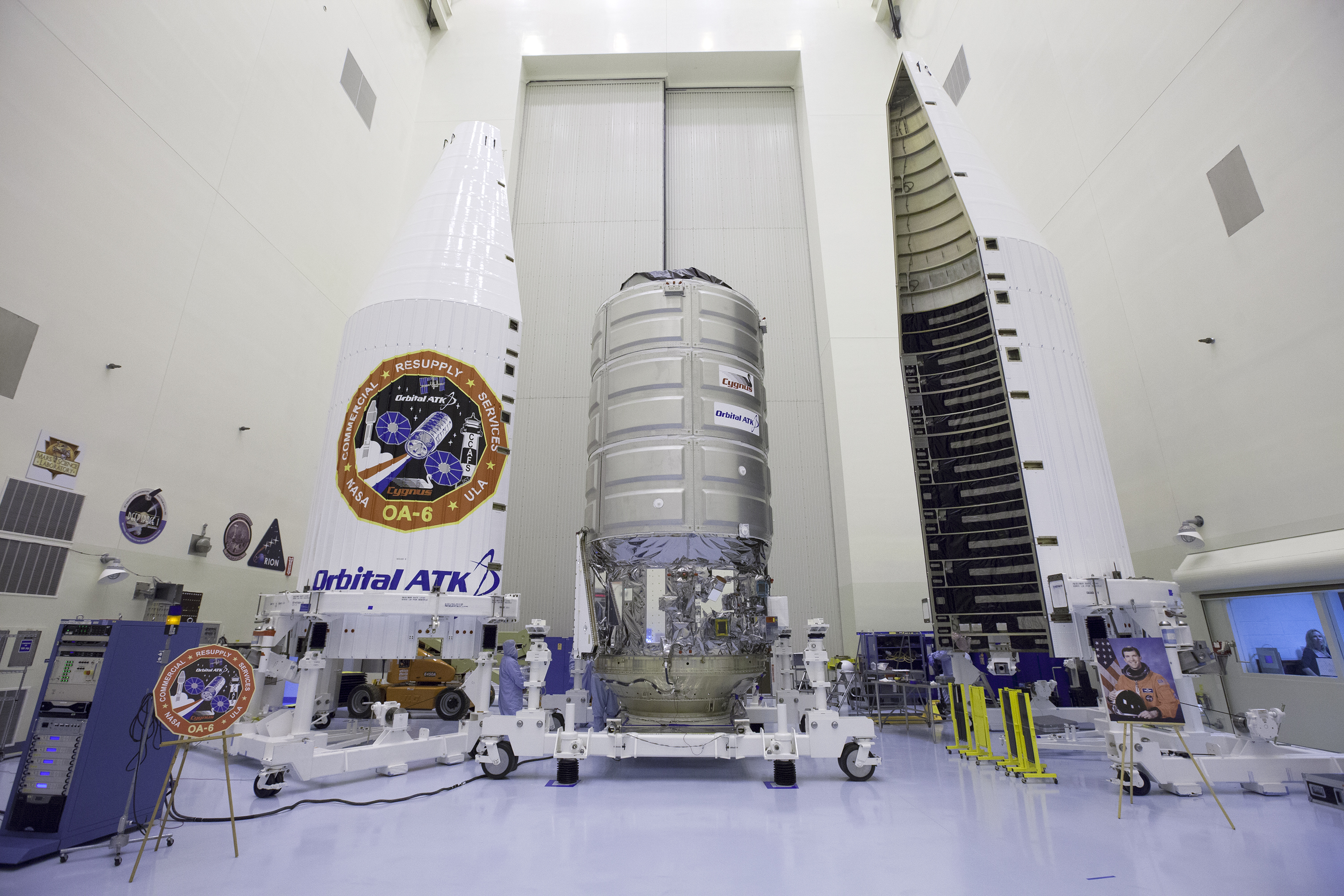
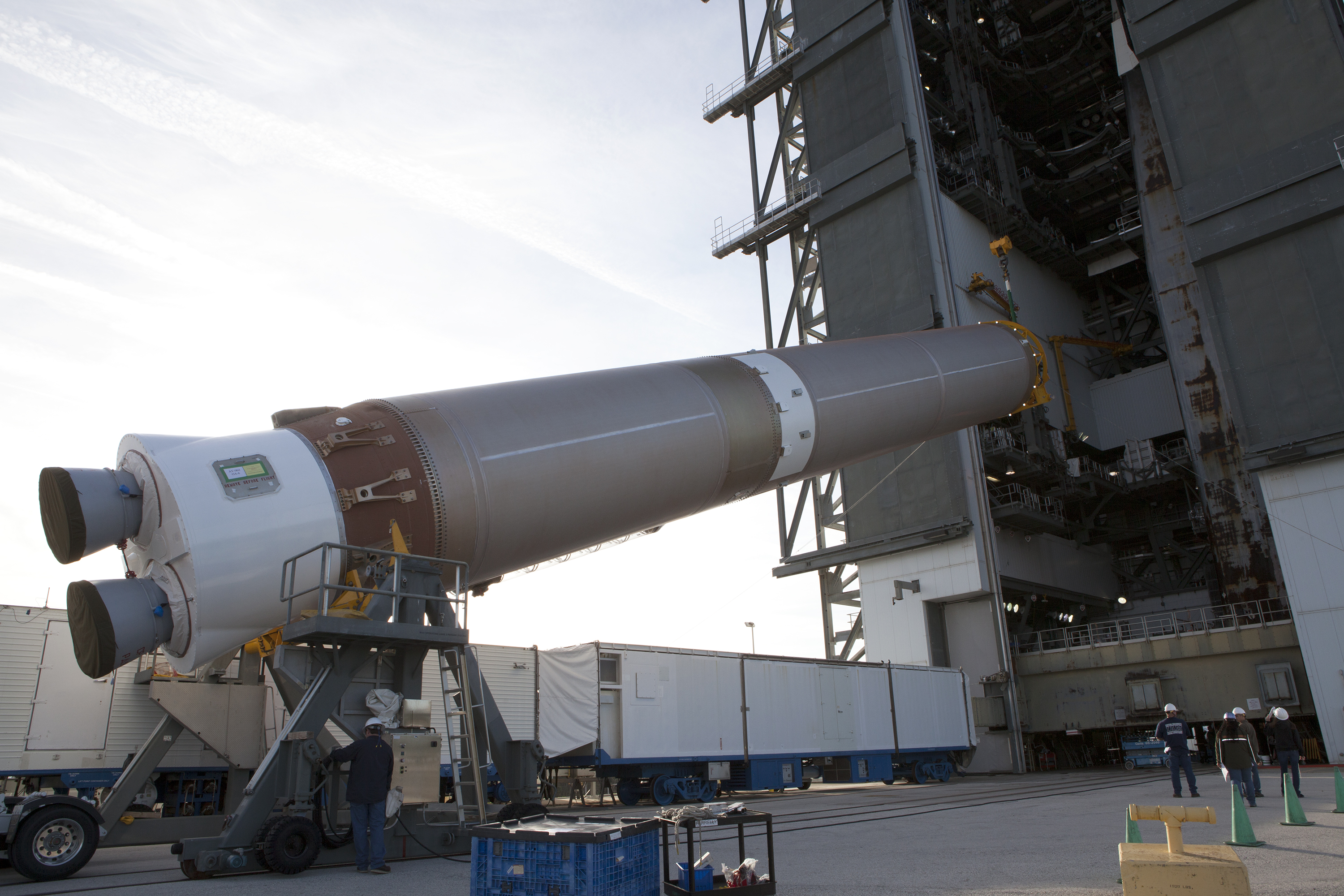
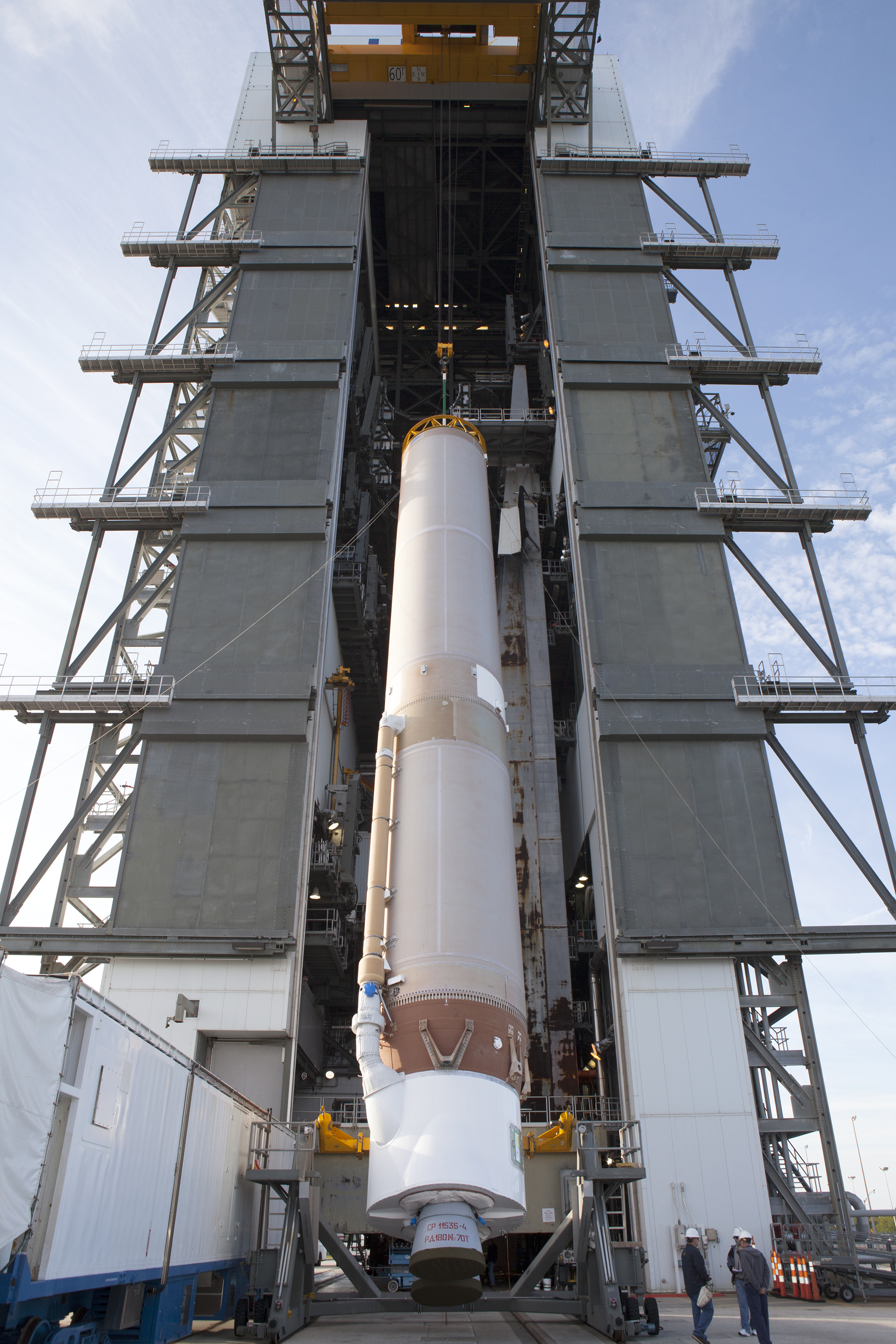
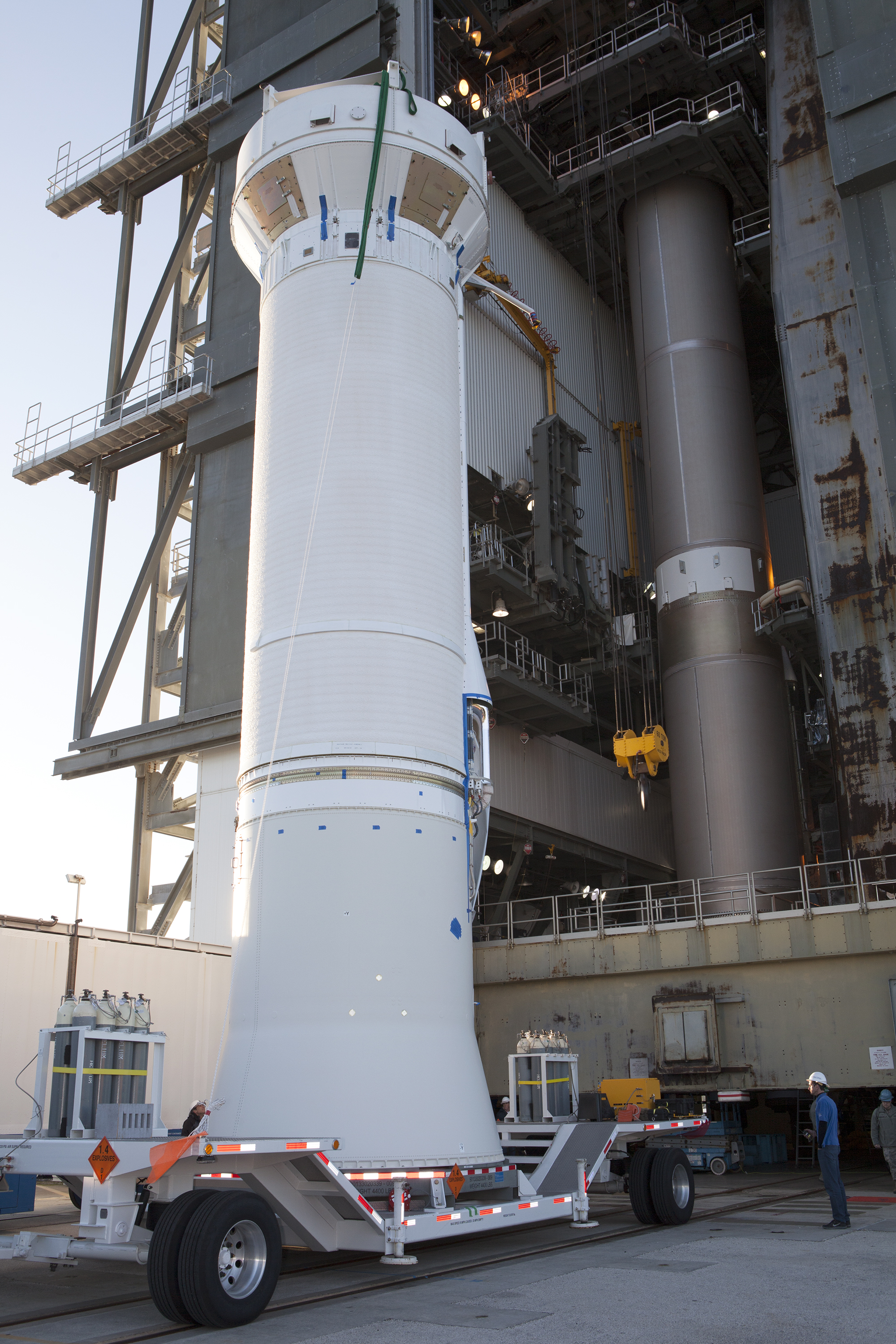
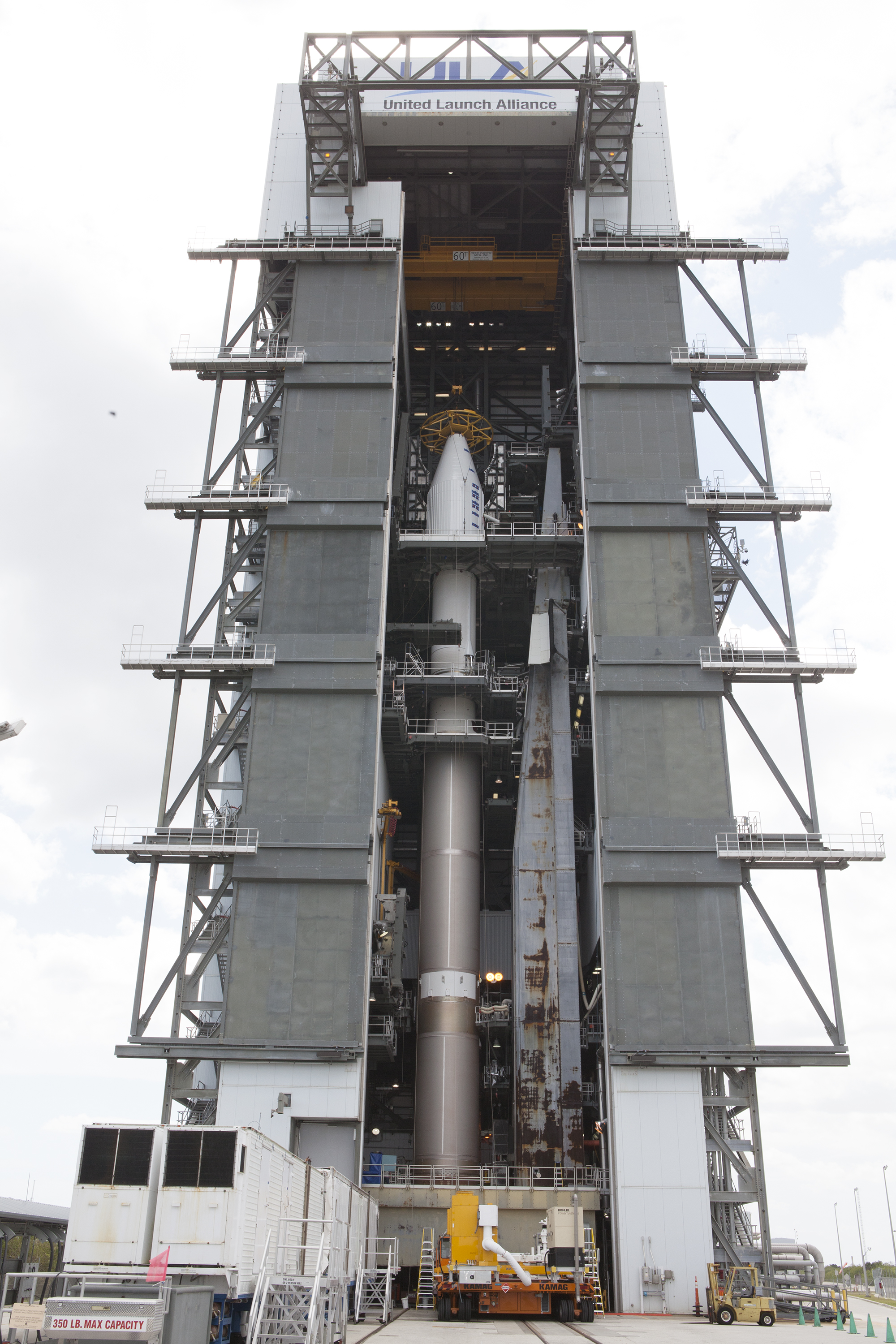
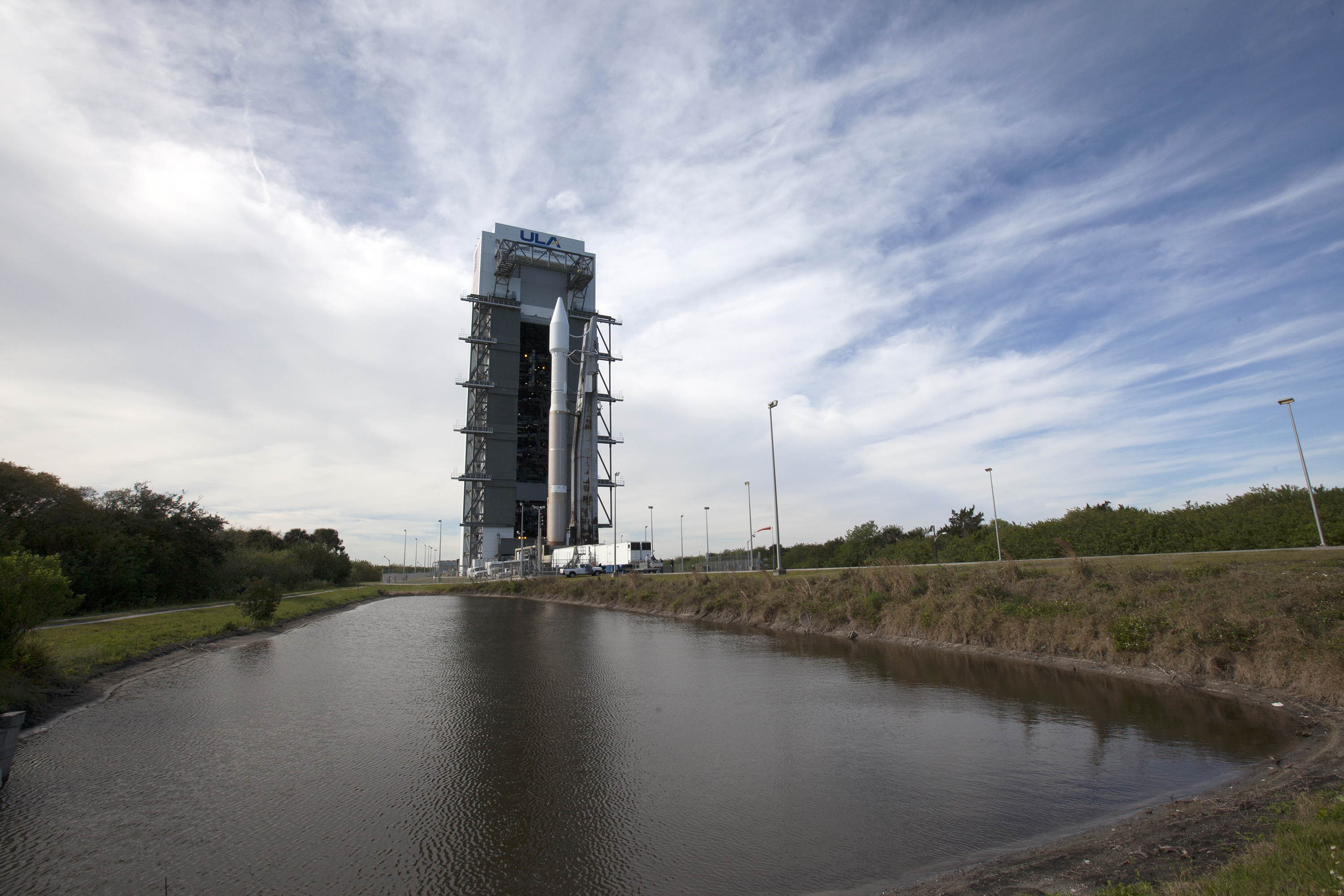
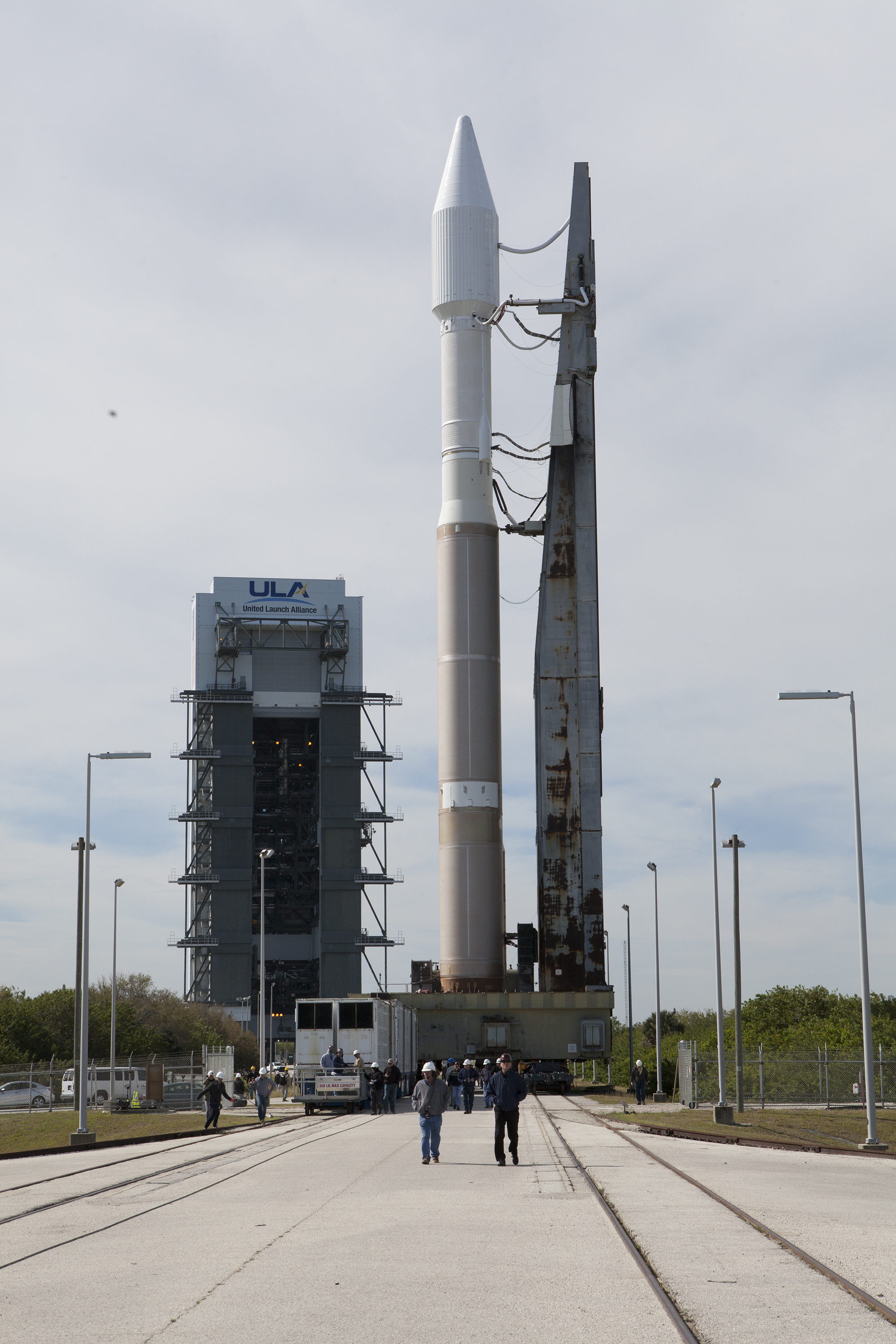
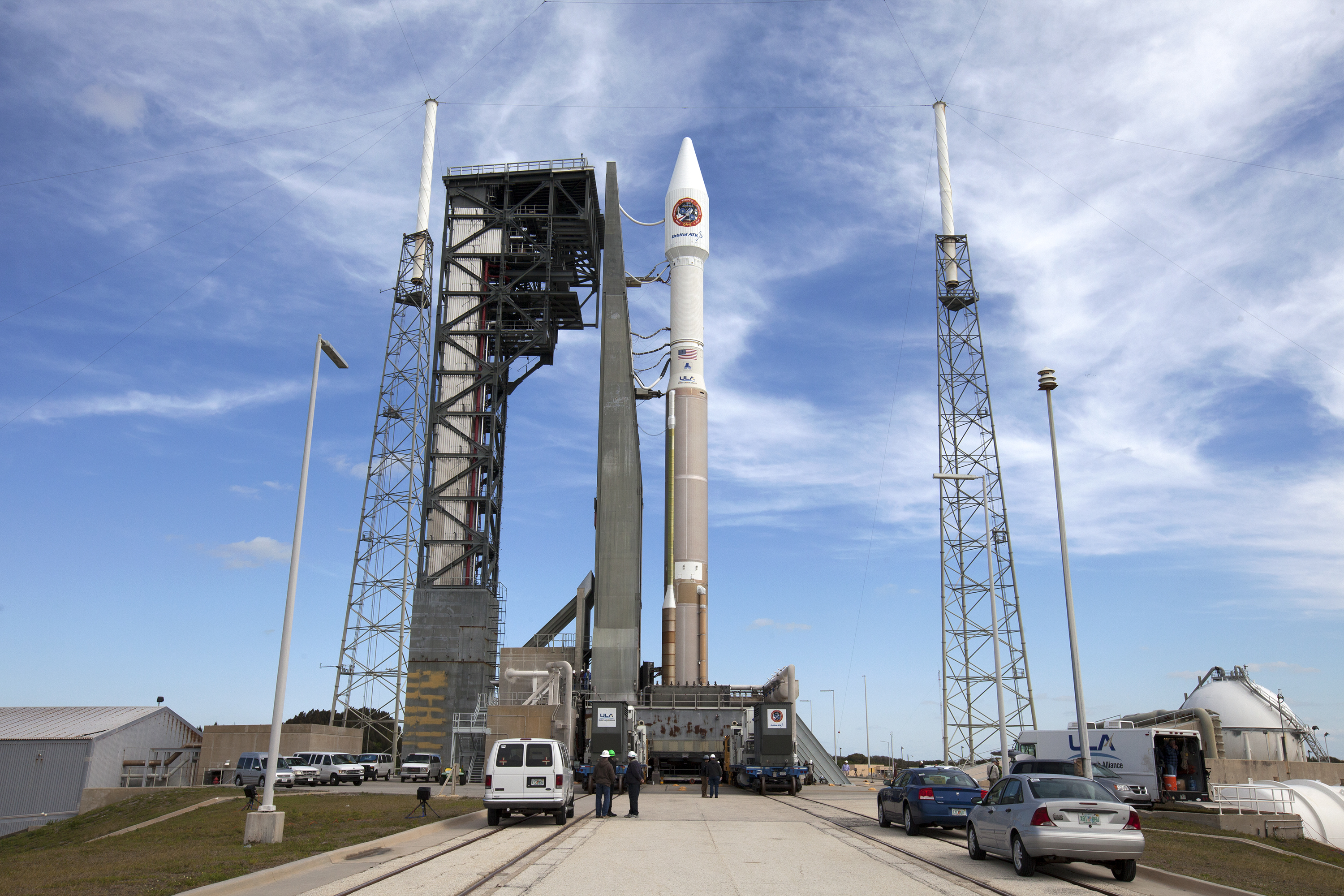
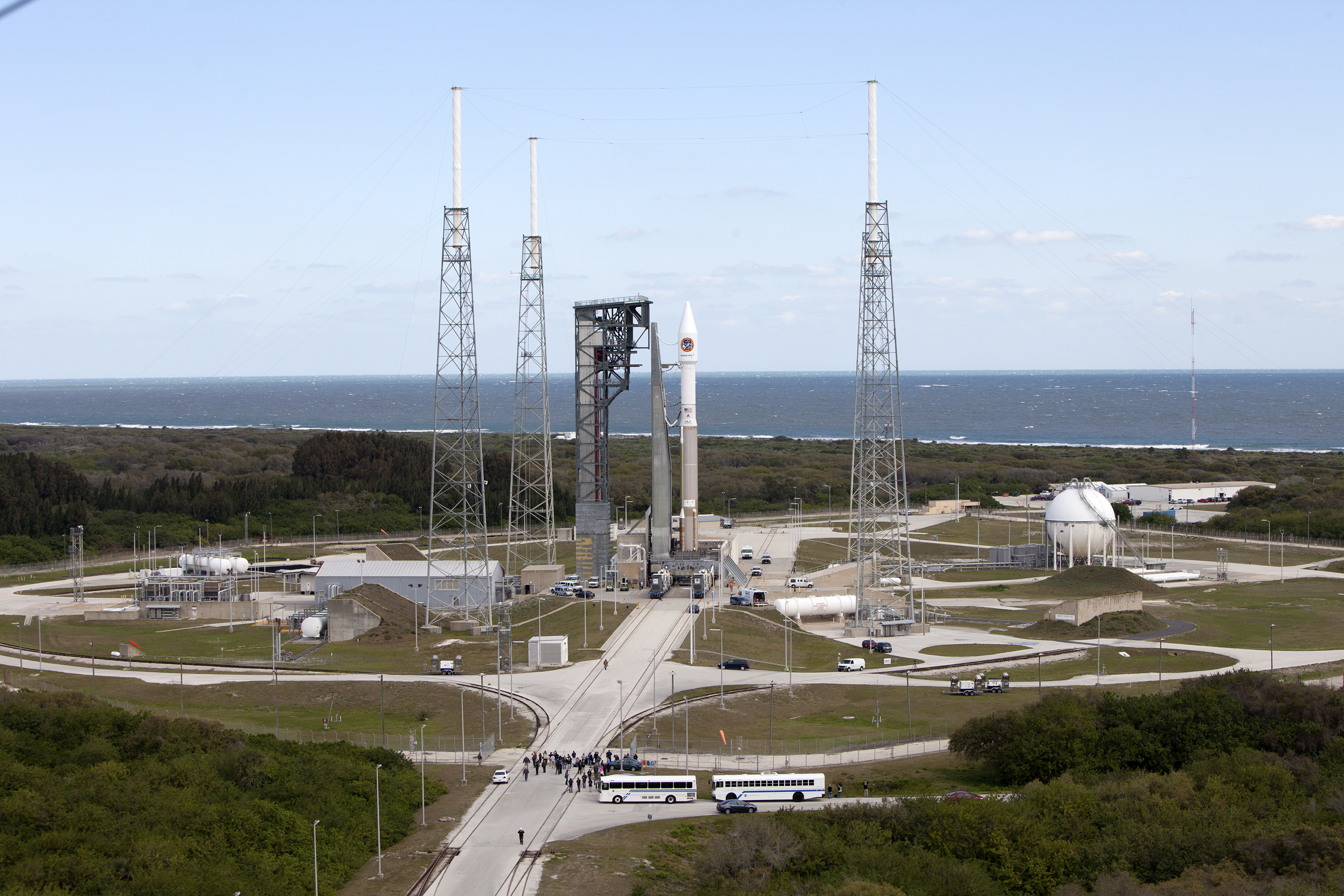
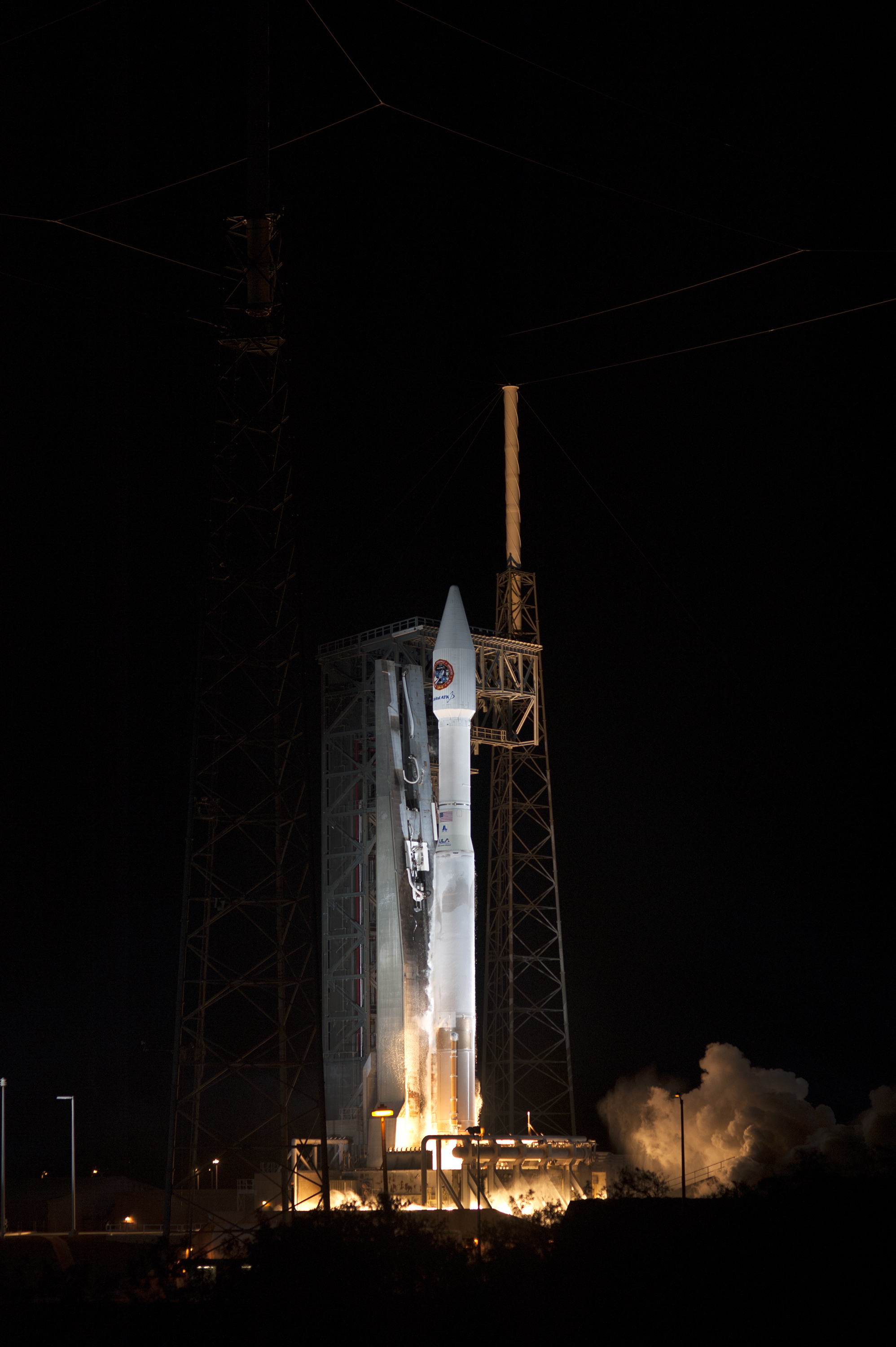
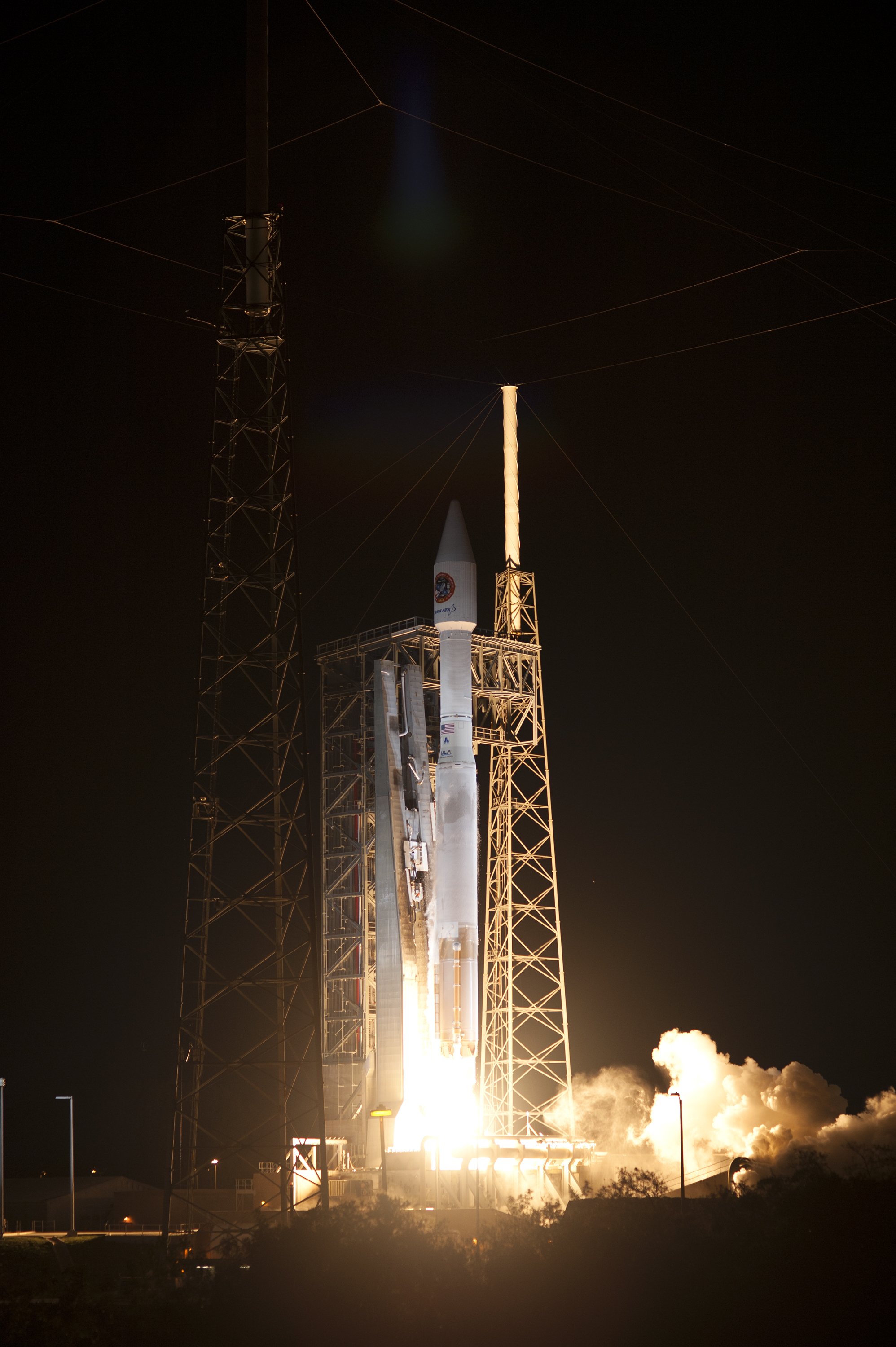
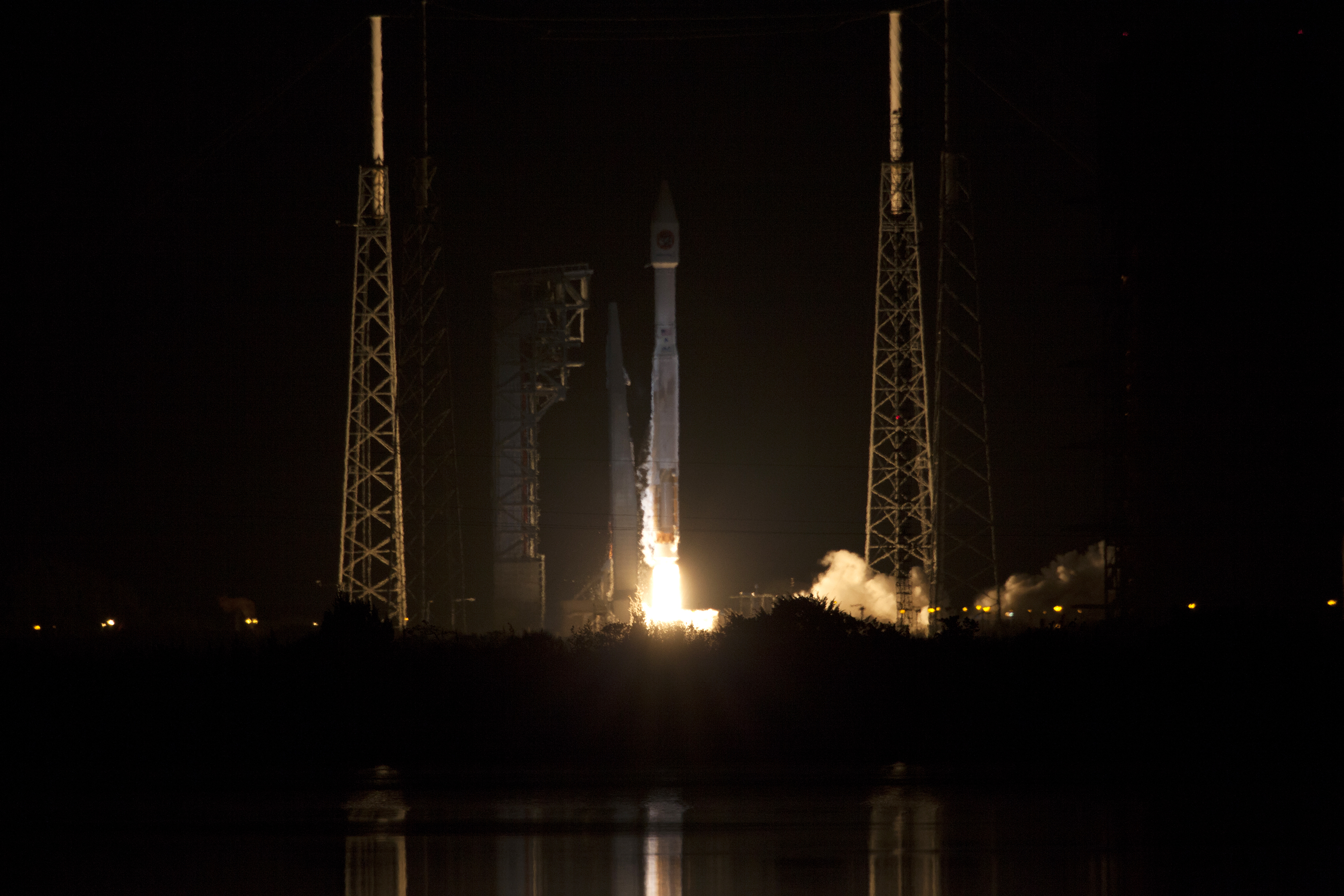
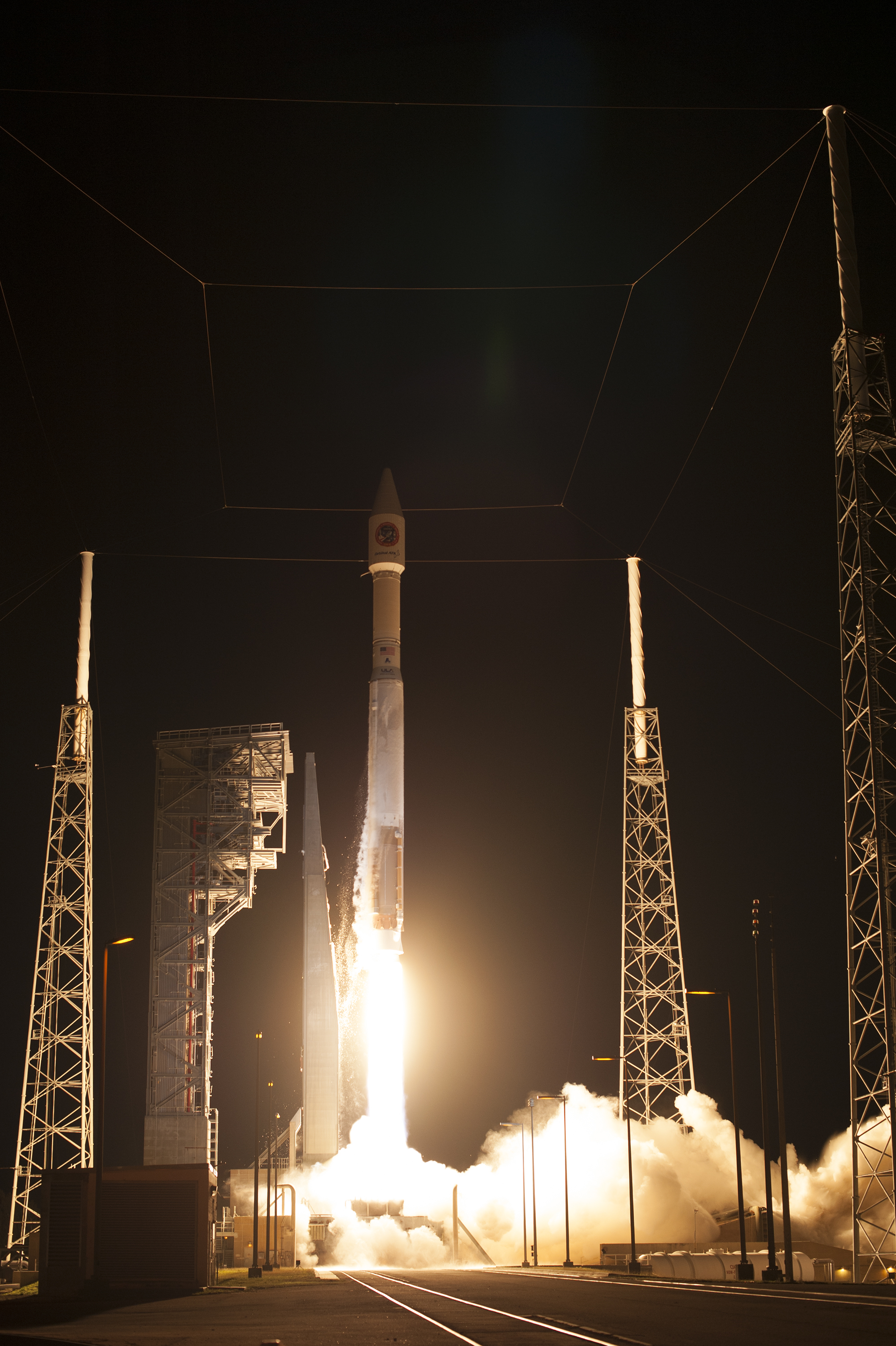
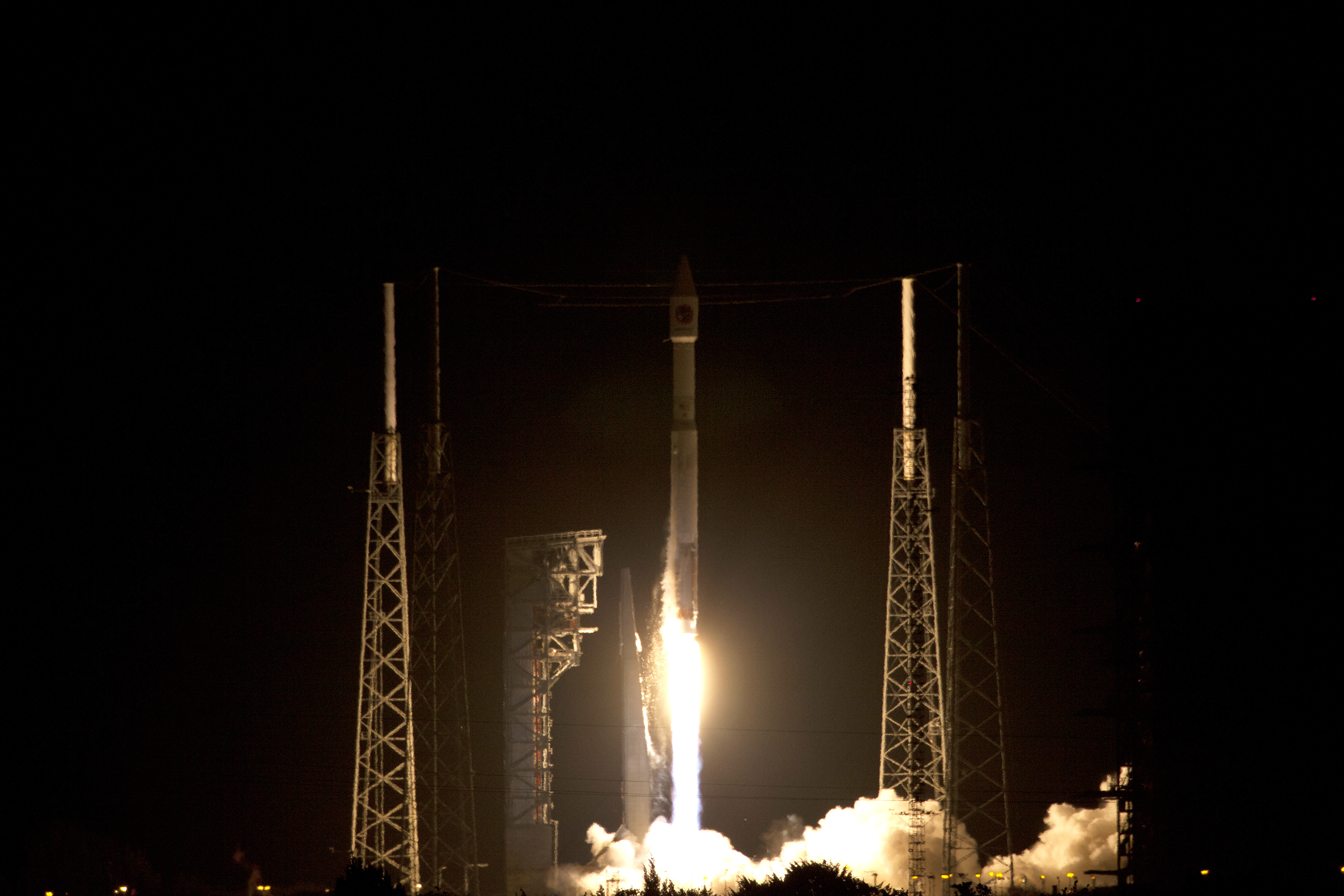
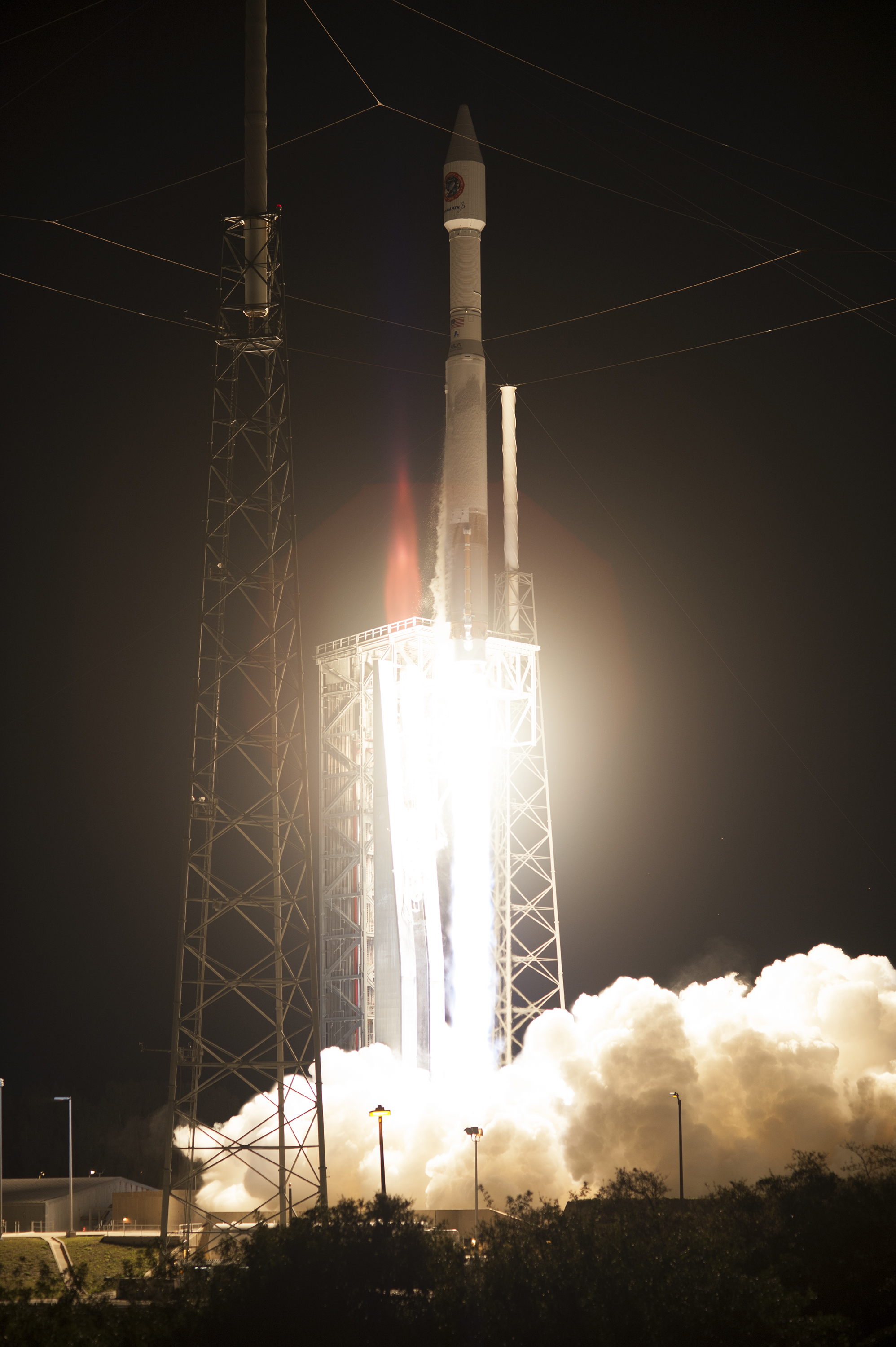
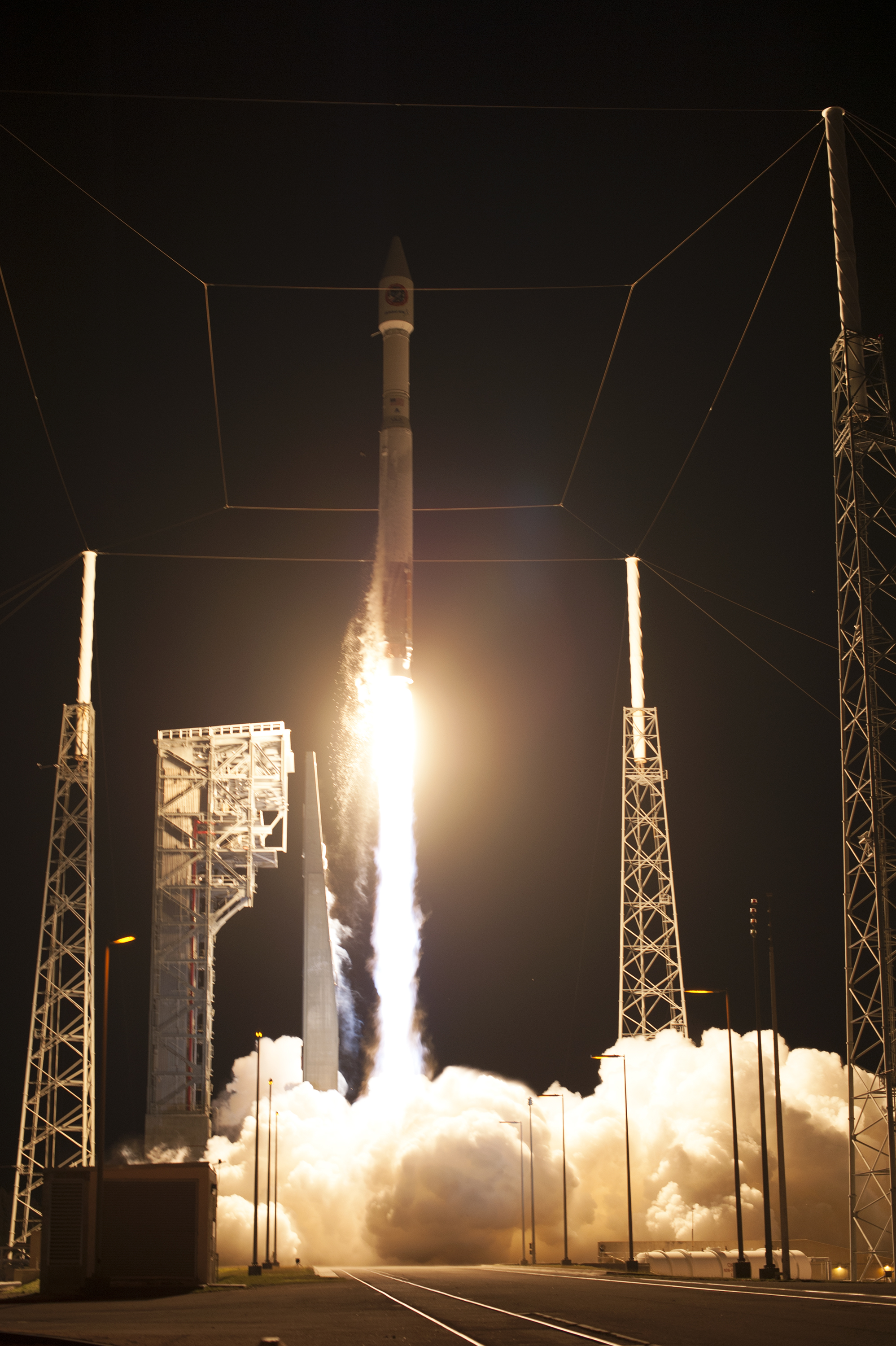
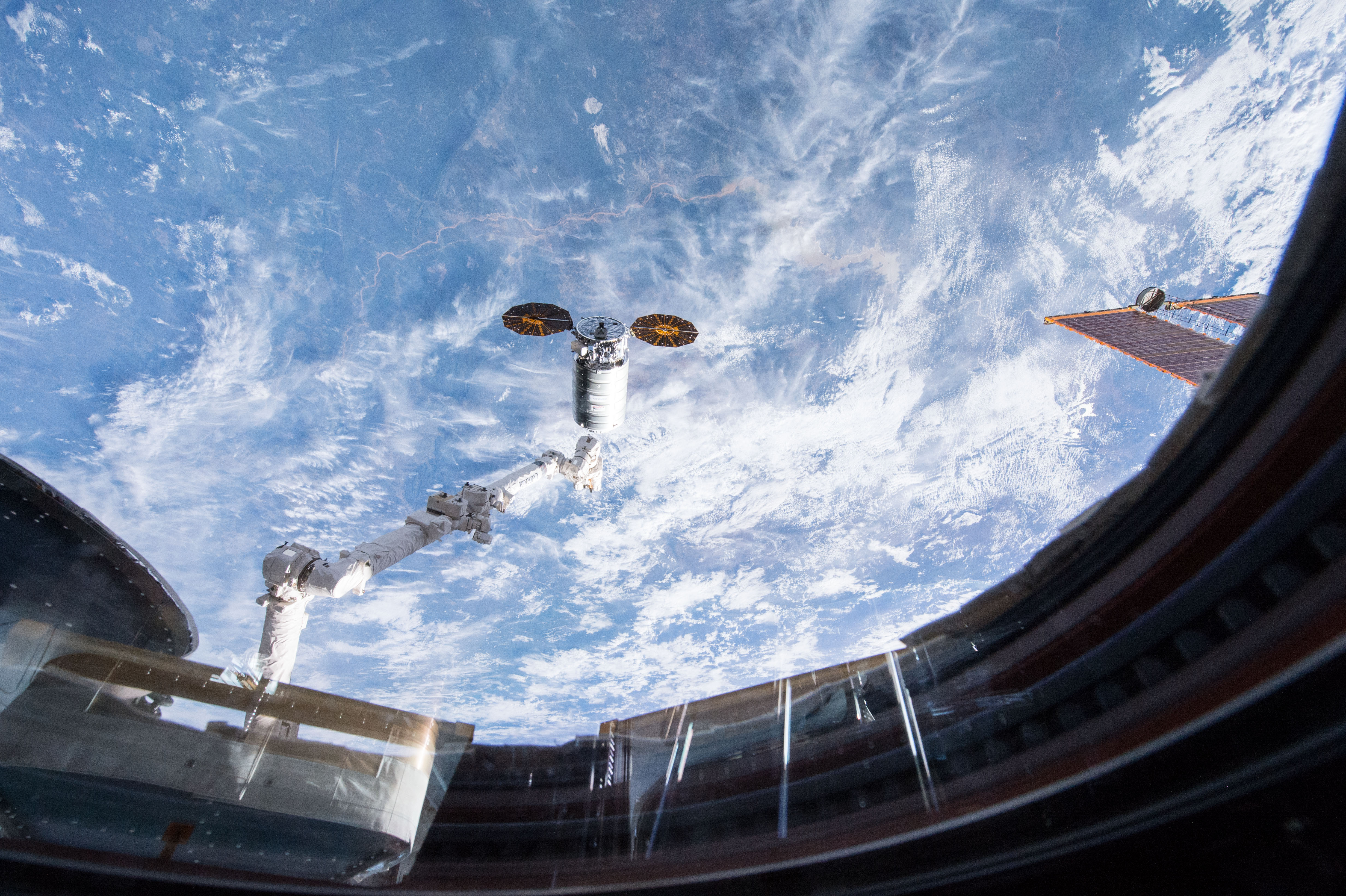
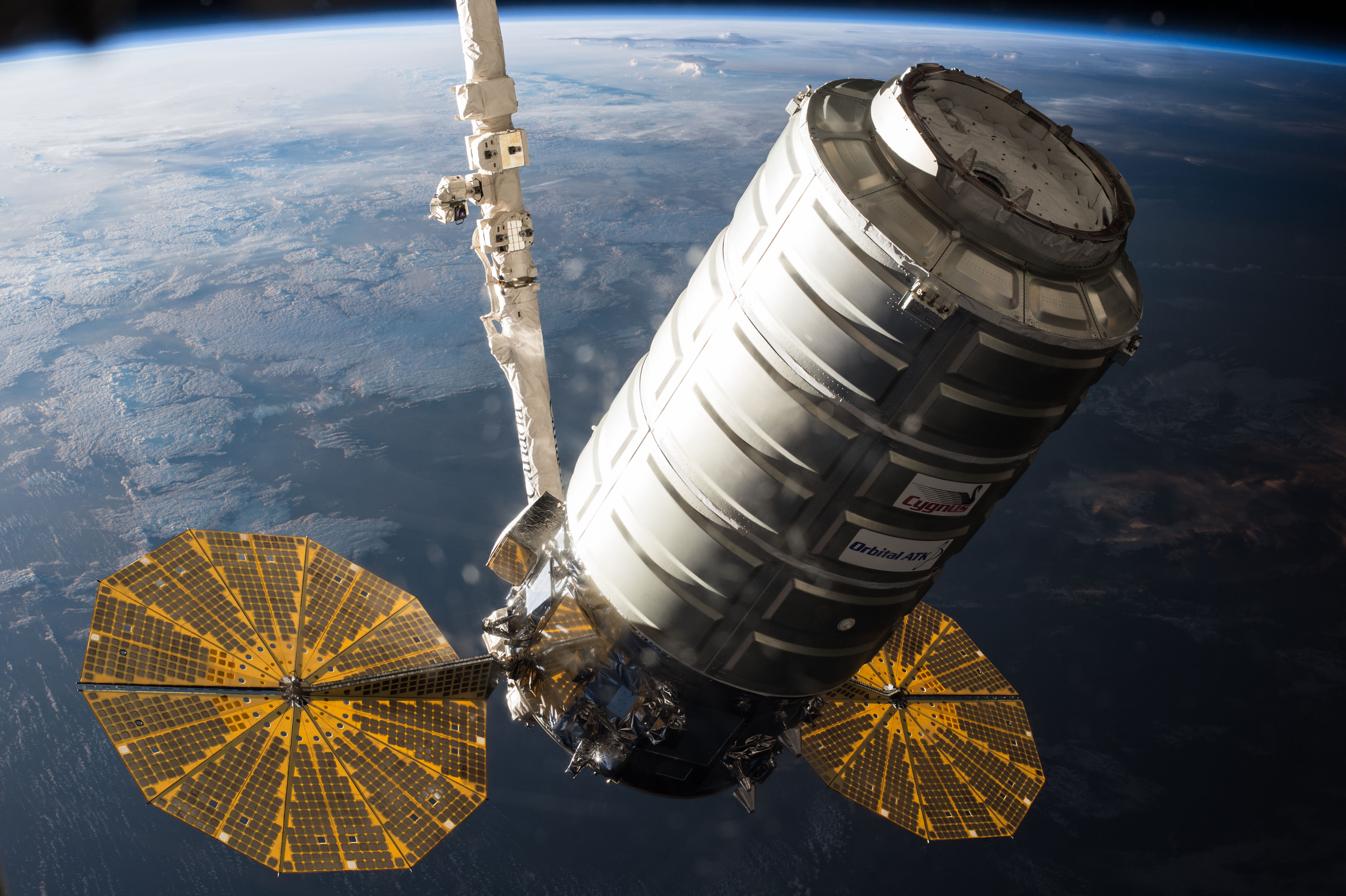
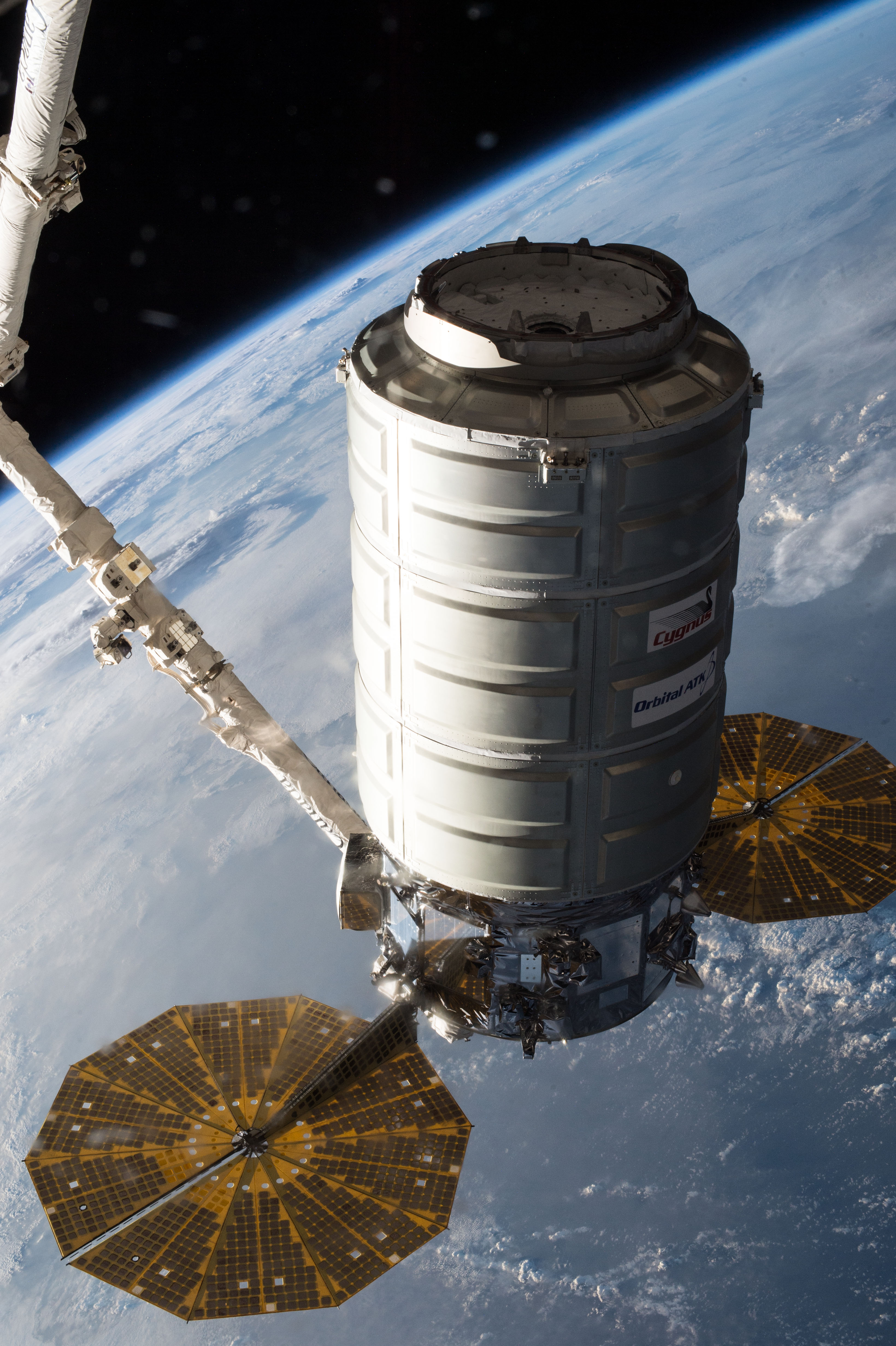
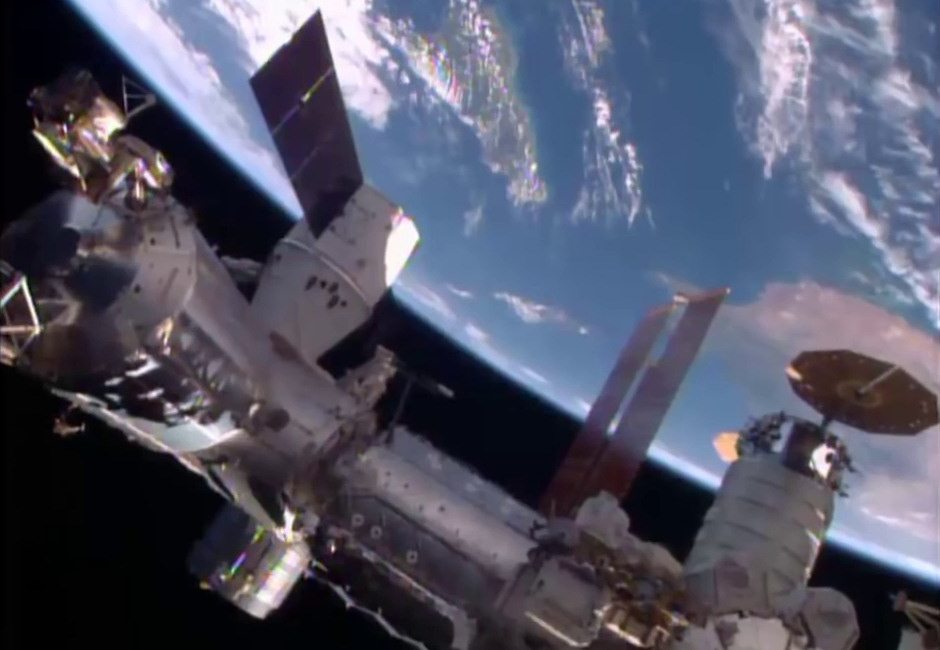
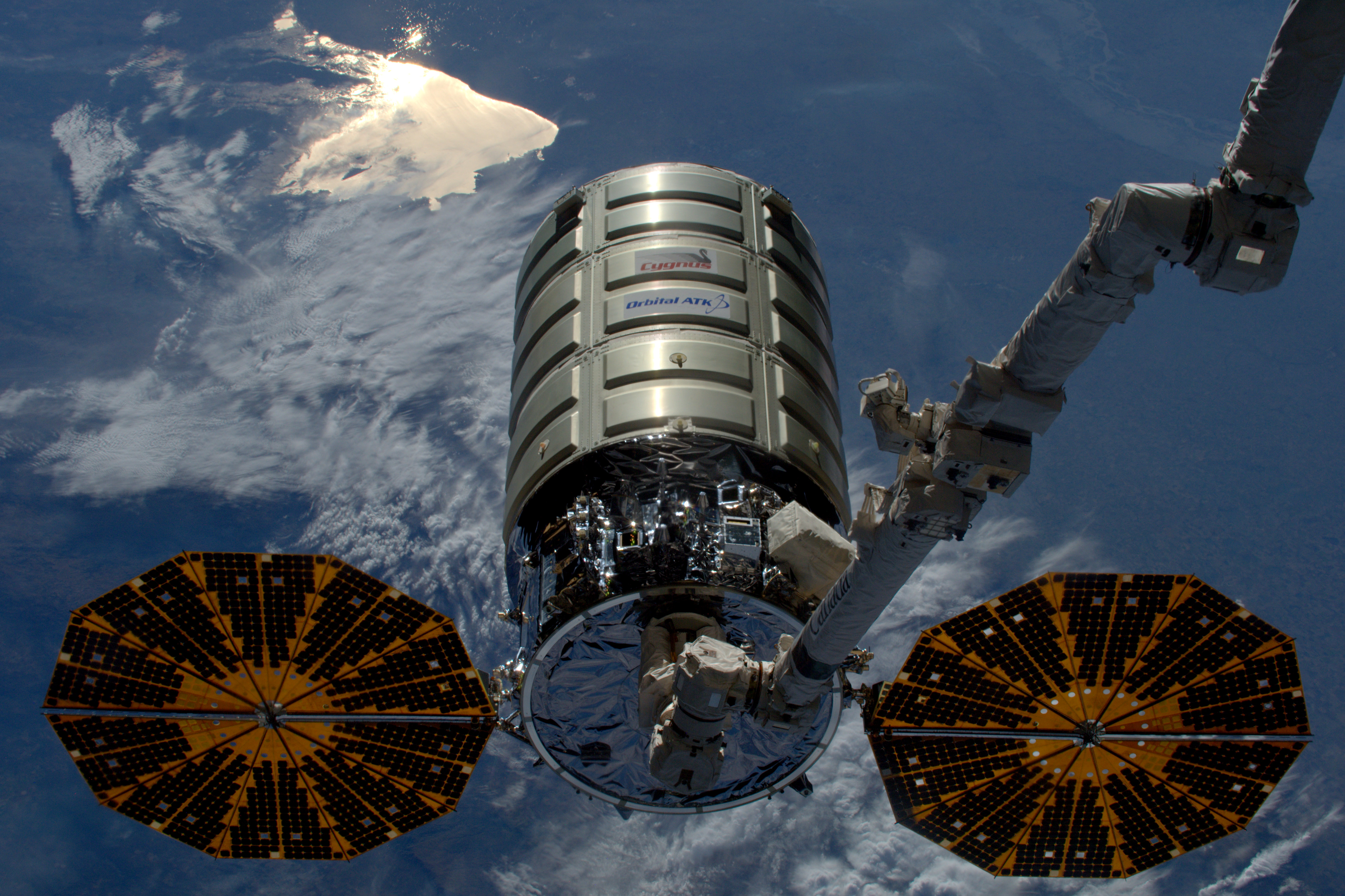
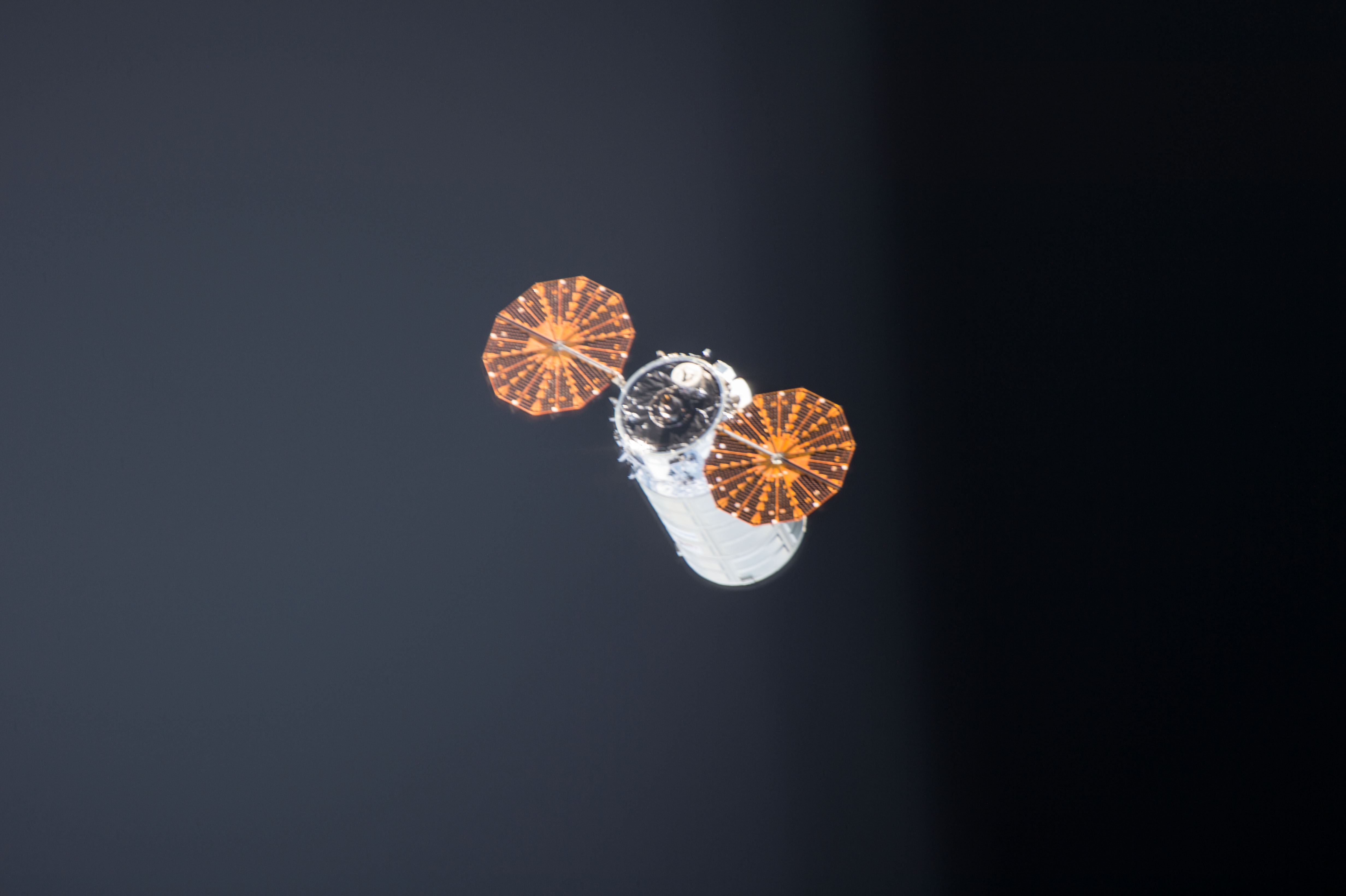
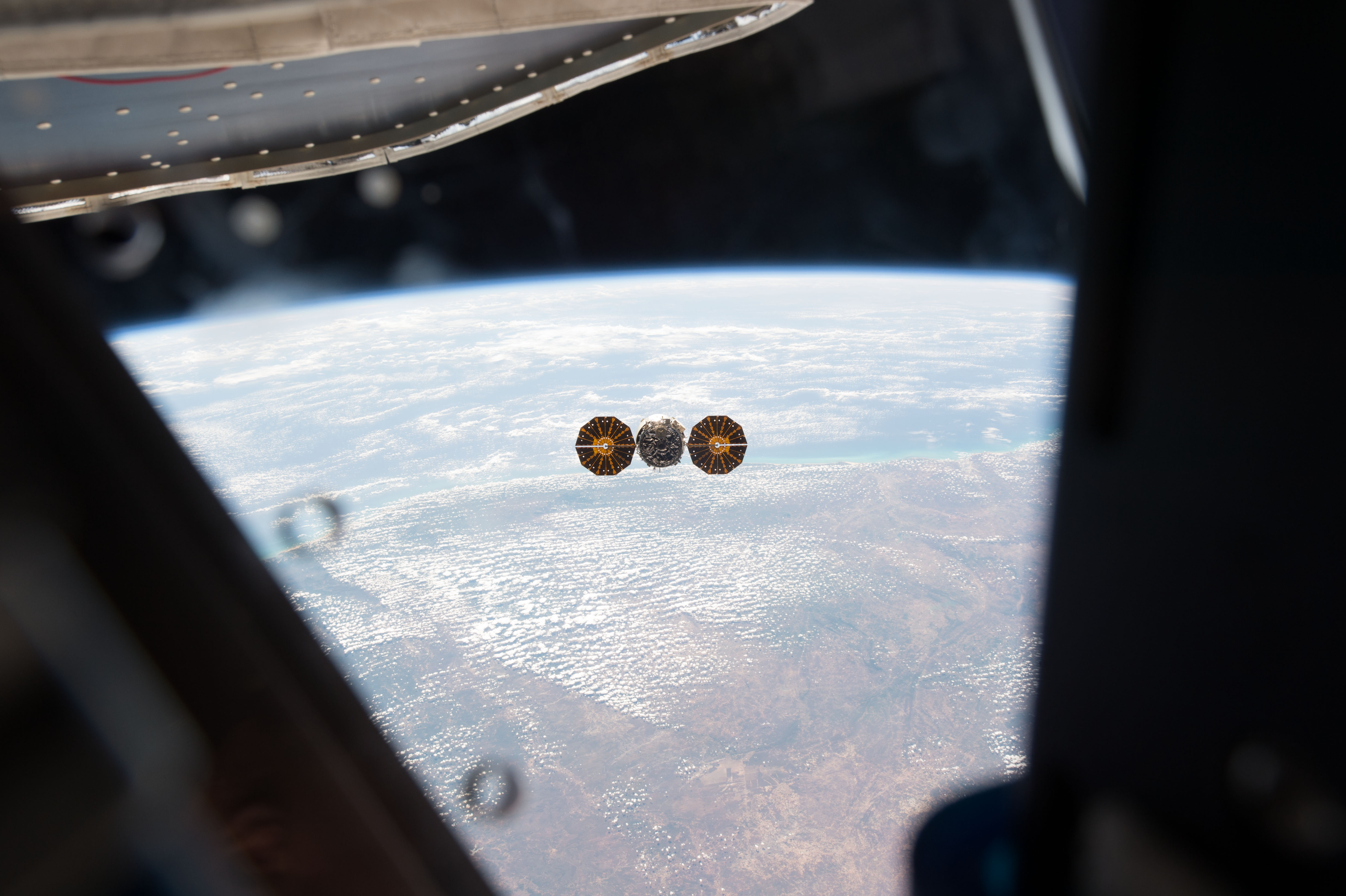